# Euphrône de Tours
Pour les articles homonymes, voir Euphrône.
Euphrône de Tours (en latin : Euphronius ou Eufronius) est le dix-huitième évêque de Tours, au VIe siècle. Petit-fils de saint Grégoire de Langres (d'Autun), il est né dans une famille gallo-romaine sénatoriale influente entre 503 et 504, et décède en Août 573 (peut-être le 4) et repose dans l'église abbatiale de Saint-Martin de Tours.

## Biographie
Après avoir été sacré évêque de Tours en 556, il présida le concile de Tours en 567. Le roi Sigebert Ier traita avec beaucoup de respect et restitua au diocèse de Tours et à la demande d'Euphrône toutes les terres confisquées par son prédécesseur Caribert Ier.
En 568 il se rend à Nantes pour y consacrer la nouvelle cathédrale.
Puis il accueillit en 569 à Poitiers la relique de la Sainte Croix, venue de Constantinople grâce aux efforts de Sainte Radegonde et à l'intervention de Sigebert Ier.
Il retrouve et expose les reliques de deux saintes de Tours, Britta et Maura.
Euphrône siégea dix-sept ans. Il mourut septuagénaire en 573 et fut enseveli dans la basilique de Saint-Martin.
Grégoire de Tours son cousin ou son neveu maternel (plus logique), lui succéda en 573.
Le nom de saint Euphronius de Tours est inclus dans le "martyrologe romain" pour la vénération de tous les catholiques. C'est un saint de l'Eglise catholique célébré le 4 août.

### Source primaire
- Grégoire de Tours, Histoire des Francs, Livre X